# Utivarachna convolutiva
Espèce
Utivarachna convolutiva est une espèce d'araignées aranéomorphes de la famille des Trachelidae.

## Distribution
Cette espèce est endémique de Thaïlande. Elle se rencontre dans les provinces de Phang Nga, de Krabi et de Phetburi.

## Description
Le mâle holotype mesure 5,86 mm et la femelle paratype 5,90 mm.

## Systématique et taxinomie
Cette espèce a été décrite par Dankittipakul, Tavano et Singtripop en 2011.

## Publication originale
- Dankittipakul, Tavano & Singtripop, 2011 : « Two new species of the spider genus Utivarachna Kishida, 1940 from Southeast Asia (Araneae, Corinnidae). » Annali del Museo Civico di Storia Naturale Giacomo Doria, vol. 103, p. 133-146.